# Zabrze
Zabrze (în germană: Hindenburg (1915 - 1945)) este un municipiu situat în Voievodatul Silezia. Face parte din Uniunea Metropolitană a Sileziei Superioare. Între anii 1975 - 1998 a aparținut de Voievodatul Katowice.

## Localizare
Municipiul Zabrze este situat în sud-vestul Poloniei, în partea vestică a Voievodatului Silezia și a Regiunii Industriale a Sileziei Superioare, pe Platoul Katowice. Este străbătut de râurile Kłodnica și Bytomka, afluenți ai Odrei.
Se învecinează cu municipiile Bytom, Gliwice și Ruda Śląska, precum și cu powiatele Gliwice și Tarnogórski.

## Demografie
Conform datelor din 31 decembrie 2008, populația municipiului număra 178.920 locuitori.
În anul 1990 s-a înregistrat maximul populațional, la acea dată Zabrze numărând 205.000 locuitori.

## Împărțire administrativă

### Cartiere și zone
Pe 22 septembrie 2003 Rada Municipiului Zabrze a decis o împărțire administrativă a Zabrze în 13 cartiere și 4 zone.

#### Cartiere
- Biskupice
- Centru Sud
- Centru Nord
- Grzybowice
- Helenka
- Kończyce
- Maciejów
- Makoszowy
- Mikulczyce
- Pawłów
- Rokitnica
- Zaborze Sud
- Zaborze Nord

#### Zone
- Borsiga
- Janek
- Nicolaus Copernic
- Młodego Górnika

## Personalități născute aici
- Kurt Tschenscher (1928 - 2014), arbitru internațional de fotbal;
- Krystian Zimerman (n. 1956), pianist polono-elvețian.

1. ↑  Comisia Electorală de Stat